# Certhiasomus stictolaemus
Certhiasomus stictolaemus là một loài chim trong họ Furnariidae.